# Sumbermulyo (Winong)
Sumbermulyo is een bestuurslaag in het regentschap Pati van de provincie Midden-Java, Indonesië. Sumbermulyo telt 1890 inwoners (volkstelling 2010).